# Alfred Haas (Mediziner)
Alfred Haas (* 19. Dezember 1878 in St. Ingbert; † 5. Juli 1978 in New York City) war ein deutscher Chirurg und Gründer eines Krankenhauses in München.

## Leben und Wirken

### Familie, Ausbildung und erste Berufstätigkeit
Alfred Haas’ Eltern waren Julius Haas und Clara, geb. Weisenbeck. Er studierte ab 1897 an der Universität München und wurde 1902 Doktor der Medizin. Danach arbeitete er bis 1904 als chirurgischer Assistent in Saarbrücken und Paderborn. Anschließend war er als Assistent in der Chirurgie und Orthopädie des städtischen Krankenhauses Köln tätig. Ab 1907 unterhielt er eine chirurgische Privatpraxis in München. 1909 heiratete er Elsa Schülein, eine Tochter des Brauereibesitzers Joseph Schülein. Aus der Ehe gingen eine Tochter und ein Sohn hervor.

### Privatklinik Dr. Haas in der Richard-Wagner-Straße
Haas ließ 1910/11 eine chirurgisch-orthopädische Privatklinik in der Richard-Wagner-Straße 19 in der Münchner Maxvorstadt errichten, die er von 1912 bis 1938 leitete. Das Grundstück hatte seine Ehefrau Elsa als Mitgift in die Ehe eingebracht. Die Klinik bot zunächst Platz für 45 Patienten. 1928 konnte sie durch den Erwerb des Nachbarhauses um 15 Betten erweitert werden und bekam eine Röntgenabteilung. Neben dem Praxisbetrieb wurden in der Klinik auch Chirurgen ausgebildet.
Während des Ersten Weltkriegs richtete Haas in seiner Klinik ein Reservelazarett ein, in dem verwundete Soldaten behandelt wurden.

### Nationalsozialistische Vertreibung
Alfred Haas war jüdischen Glaubens. In der Zeit des Nationalsozialismus kündigten 1936 die seit Gründung der Klinik als Krankenschwestern tätigen Diakonissinnen aus rassistischen Motiven den Dienst auf, nachdem es bereits zuvor Schwierigkeiten mit den Assistenzärzten gegeben hatte. Der Klinikbetrieb konnte nur aufrechterhalten werden, weil katholische Nonnen von der Kongregation der Franziskanerinnen von Erlenbad kurzfristig einsprangen und die Pflege übernahmen. Nach dem Entzug der Approbation im Oktober 1938 emigrierte Haas mit seiner Familie zunächst nach Großbritannien und dann in die Vereinigten Staaten. In der Klinik wurde nach der Enteignung eine Entbindungsanstalt eingerichtet, die Nonnen wurden bald danach durch weltliches Pflegepersonal, die sogenannten „Braunen Schwestern“, abgelöst. 1939 verlor Haas die deutsche Staatsbürgerschaft, 1940 wurde ihm die Doktorwürde entzogen.

### Leben im Exil
Haas arbeitete 1939 als Assistent in der Chirurgie des University Hospital in London und als wissenschaftliche Hilfskraft am Anatomie-Institut der Universität London. Ab 1940 praktizierte er in den Vereinigten Staaten. Er unterhielt eine Privatpraxis in New York City und war als beratender Chirurg unter anderem am Misericordia und Wyckoff Hospital tätig.
Nach der Rückerstattung seiner Eigentumsrechte nach dem Zweiten Weltkrieg verkaufte Alfred Haas die Münchner Klinik an die Kongregation der Franziskanerinnen von Erlenbad, da seine Familie es nach der im Dritten Reich erlebten Diskriminierung und Verfolgung vorzog, in den Vereinigten Staaten zu bleiben.
Haas veröffentlichte rund 40 Fachartikel zu chirurgischen Problemstellungen. 1968 wurde ihm von der Stadt München die Medaille „München leuchtet“ verliehen. Er starb 1978 in New York.